# Сокольники (Куявсько-Поморське воєводство)
Сокольники (пол. Sokolniki) — село в Польщі, у гміні Крушвиця Іновроцлавського повіту Куявсько-Поморського воєводства.
Населення — 106 осіб (2011).
У 1975-1998 роках село належало до Бидгощського воєводства.

## Демографія
Демографічна структура станом на 31 березня 2011 року:
|          | Загалом | Допрацездатний вік | Працездатний вік | Постпрацездатний вік |
| -------- | ------- | ------------------ | ---------------- | -------------------- |
| Чоловіки | 56      | 17                 | 35               | 4                    |
| Жінки    | 50      | 12                 | 26               | 12                   |
| Разом    | 106     | 29                 | 61               | 16                   |